# Aichryson
Айхризон (Aichryson) — рід сукулентних рослин, що ростуть на Канарських і Азорських островах, на Мадейрі, в Марокко; один вид зустрічається в Португалії. Загальна кількість видів , відома на сьогодні— вісімнадцять.
Представники роду — однорічні та багаторічні трав'янисті рослини, іноді напівчагарники.